# Windows.h
windows.h — Windows-специфичный заголовочный файл языка программирования С, в котором объявляются функции, предоставляющие интерфейс доступа к Windows API. В случае, если в файле используются и другие заголовочные файлы, связанные с Windows API, windows.h должен быть первым.

## Дочерние заголовочные файлы
- excpt.h — обработка исключений
- stdarg.h — функции с сигнатурами аргументов переменной длины (стандартный заголовочный файл C)
- windef.h — различные макросы и типы
- winnt.h — различные макросы и типы для Windows NT
- basetsd.h — различные типы
- guiddef.h — тип GUID
- ctype.h — символьные типы (стандартный заголовочный файл C)
- string.h — строчные типы и их буферы (стандартный заголовочный файл C)
- winbase.h — kernel32.dll, advapi32.dll: функции ядра
- winerror.h — коды ошибок для Windows
- wingdi.h — GDI
- winuser.h — user32.dll
- winnls.h — локализация
- wincon.h — консольные службы
- winver.h — информация о версии
- winreg.h — реестр Windows
- winnetwk.h — сетевые службы
- winsvc.h — диспетчер управления службами
- imm.hhh — IME (редактор методов ввода)

### Дополнительные заголовки
- cderr.h — CommDlgExtendedError коды ошибок функций
- commdlg.h — Common Dialog Boxes
- dde.h — DDE
- ddeml.h — библиотека управления DDE
- dlgs.h — набор констант для Common Dialog Boxes
- lzexpand.h — алгоритм сжатия LZ77
- mmsystem.h — Windows Multimedia
- nb30.h — NetBIOS
- rpc.h — удалённый вызов процедур
- shellapi.h — Windows Shell[англ.] API
- wincrypt.h — криптографическое API
- winperf.h — измерение производительности
- winresrc.h — ресурсы
- winsock.h — Winsock (сокеты Windows), версия 1.1
- winspool.h — управление очередью печати
- winbgim.h — стандартная графическая библиотека

### OLE и COM
- ole2.h — OLE
- objbase.h — COM
- oleauto.h — OLE Automation
- olectlid.h — различные определения для GUID

## Пример использования
В данном примере рассматривается создание нового окна.
```
#include
 
<windows.h>

 

LPSTR
 
szClassName
 
=
 
"MyClass"
;

HINSTANCE
 
hInstance
;

LRESULT
 
__stdcall
 
MyWndProc
(
HWND
,
 
UINT
,
 
WPARAM
,
 
LPARAM
);

 

int
 
__stdcall
 
WinMain
(
HINSTANCE
 
hInst
,
 
HINSTANCE
 
hPrevInstance
,
 
LPSTR
 
szCmdLine
,
 
int
 
iCmdShow
)

{

    
WNDCLASS
 
wnd
;

    
MSG
 
msg
;

    
HWND
 
hwnd
;

 

    
hInstance
 
=
 
hInst
;

         

    
wnd
.
style
 
=
 
CS_HREDRAW
 
|
 
CS_VREDRAW
;
 
//объяснение ниже

    
wnd
.
lpfnWndProc
 
=
 
MyWndProc
;

    
wnd
.
cbClsExtra
 
=
 
0
;

    
wnd
.
cbWndExtra
 
=
 
0
;

    
wnd
.
hInstance
 
=
 
hInstance
;

    
wnd
.
hIcon
 
=
 
LoadIcon
(
NULL
,
 
IDI_APPLICATION
);
 
//иконка по умолчанию

    
wnd
.
hCursor
 
=
 
LoadCursor
(
NULL
,
 
IDC_ARROW
);
   
//курсор по умолчанию

    
wnd
.
hbrBackground
 
=
 
(
HBRUSH
)(
COLOR_BACKGROUND
+
1
);

    
wnd
.
lpszMenuName
 
=
 
NULL
;
                     
//без меню

    
wnd
.
lpszClassName
 
=
 
szClassName
;

 

    
if
(
!
RegisterClass
(
&
wnd
))
                     
//зарегистрировать WNDCLASS

    
{

        
MessageBox
(
NULL
,
 
"This Program Requires Windows NT"
,
 

                         
"Error"
,
 
MB_OK
);

        
return
 
0
;

    
}

 

    
hwnd
 
=
 
CreateWindow
(
szClassName
,

                        
"Window Title"
,

                        
WS_OVERLAPPEDWINDOW
,
 
//оформление окна по умолчанию

                        
CW_USEDEFAULT
,

                        
CW_USEDEFAULT
,
       
//координаты по умолчанию

                        
CW_USEDEFAULT
,

                        
CW_USEDEFAULT
,
       
//ширина и высота по умолчанию

                        
NULL
,
                
//без родительского окна

                        
NULL
,
                
//без меню

                        
hInstance
,

                        
NULL
);
               
//без параметра

    
ShowWindow
(
hwnd
,
 
iCmdShow
);
              
//отрисовать окно на экране

    
UpdateWindow
(
hwnd
);
             
//окно должно правильно обновляться

 

    
while
(
GetMessage
(
&
msg
,
 
NULL
,
 
0
,
 
0
))
      
//цикл сообщений

    
{

        
TranslateMessage
(
&
msg
);

        
DispatchMessage
(
&
msg
);

    
}

    
return
 
msg
.
wParam
;

}

 

LRESULT
 
__stdcall
 
MyWndProc
(
HWND
 
hwnd
,
 
UINT
 
msg
,
 
WPARAM
 
wParam
,
 
LPARAM
 
lParam
)

{

    
switch
(
msg
)

    
{

        
case
 
WM_DESTROY
:

            
PostQuitMessage
(
0
);

            
return
 
0
;

    
}

    
return
 
DefWindowProc
(
hwnd
,
 
msg
,
 
wParam
,
 
lParam
);

}

```